# Ложа (театр)

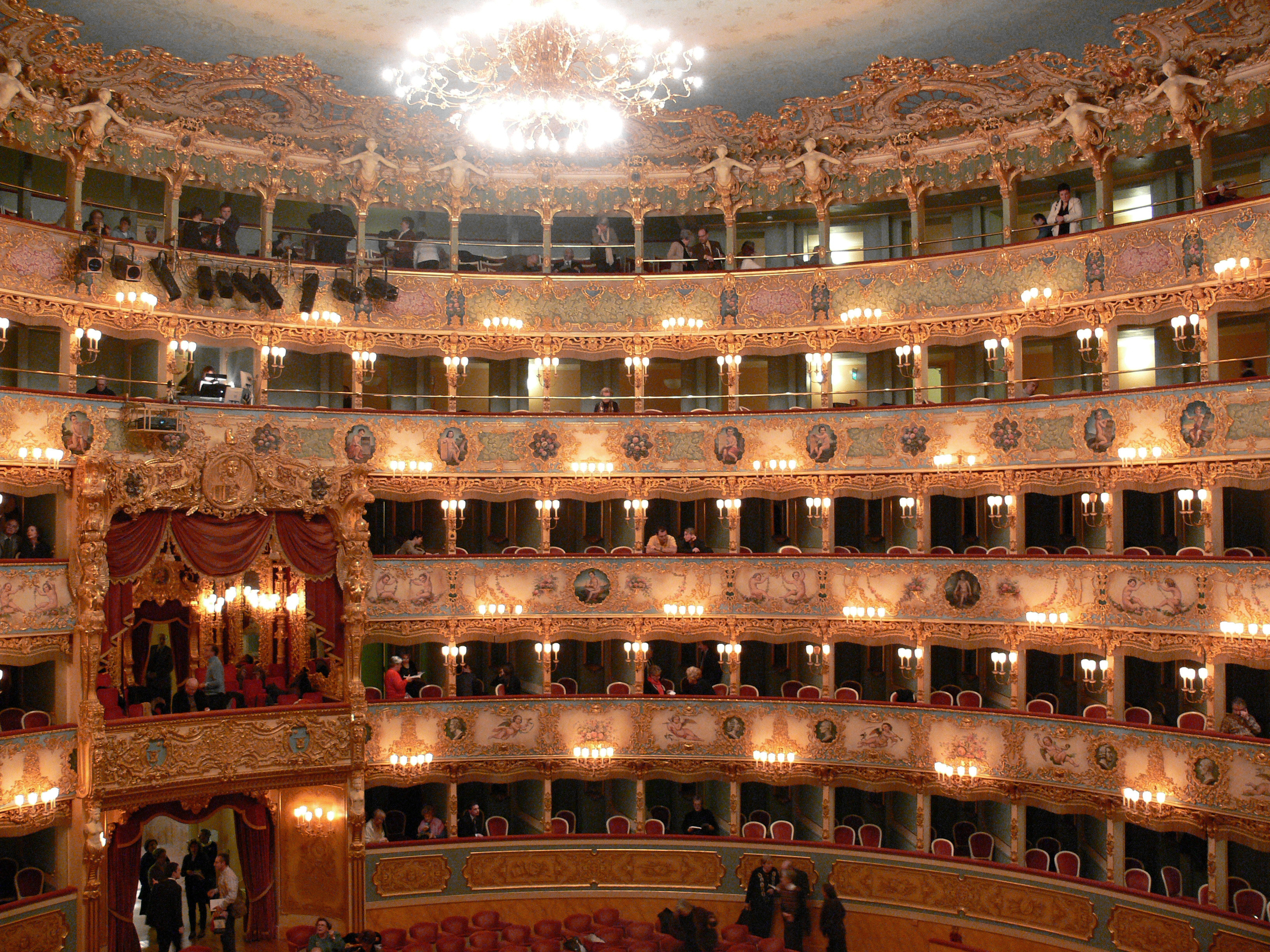
Ложі в «Teatro La Fenice», Венеція, Італія

Ло́жа (від фр. loge — «комірка», «кімнатка») — відокремлене перегородками чи бар'єрами місце для глядачів у театральному залі. Влаштовані по боках і позаду партеру (у бенуарі), а також на ярусах (бельетажі і вищих ярусах), ложі суттєво збільшували місткість споруд, а прикраси бар'єрів значною мірою визначали вигляд інтер'єрів.
Ложа має окремий вхід з внутрішнього коридору, за нею може розташовуватися невеликий передпокій — аванложа (фр. avant-loge).